# Kexi
Kexi è un software libero e Open Source per la creazione di database e fa parte della suite per l'ufficio Calligra Suite, in passato conosciuta come KOffice.

## Storia
Lo sviluppo Kexi è iniziato nei primi mesi del 2003 con grandi contributi provenienti fino al 2008 da OpenOffice Polska (attualmente software OpenOffice).
Sebbene Kexi sia stato un progetto KOffice fin dall'inizio, la prima versione era indipendente da KOffice. La prima versione beta pubblica di Kexi era la versione 0.1 beta 2 in data 22 gennaio 2004. La prima versione stabile è stata la 0.9 – resa disponibile in data 31 maggio 2005. Una versione Kexi con un numero più basso, la release – 0.8 – è stata distribuita poi con KOffice 1.4 il 21 giugno 2005. 
Altre versioni stabili di Kexi sono state distribuite con KOffice 1.5 e 1.6 nel 2006.
Dal 2004 fino al 2007 OpenOffice Polska ha prodotto release di Kexi commerciali che utilizzano l'anno di distribuzione come numeri di versione. La prima versione era Kexi 2004 LT del 24 novembre 2004 basata su Kexi 0.1 Le versioni commerciali terminano con Kexi 2007.1 nel marzo 2007 basata su Kexi 1.1.2/1.1.3.
Il processo di porting sulle librerie software KDE 4 è stato piuttosto lungo e terminato con la release KOffice 2.2 nel maggio 2010. Tra le nuove caratteristiche vi è stato il nuovo plug-in Report Designer per sostituire l'applicazione per report stand-alone Kugar di KOffice 1.6. Dal 27/5/2010 la versione di Kexi 2.2 è incorporata nella suite per ufficio KOffice versione 2.2, multipiattaforma, funzionante anche su Windows. La versione per Windows non è ancora considerata adatta per uso in produzione. Kexi 2.3 è stato distribuito assieme a KOffice 2.3 il 31 dicembre 2010 con - tra le altre caratteristiche - un pannello comandi Project Navigator rielaborato.
Dopo la versione 2.3 di KOffice, Kexi è stato incluso in Calligra Suite (l'evoluzione di KOffice) ed entrambi sono stati distribuiti con la versione 2.4 dell'11 aprile 2012. Il cambiamento più visibile all'utente è stata una interfaccia utente principale rifatta rinominata Modern Menu.
Dalla versione 3.0 saranno resi disponibili pacchetti installabili su Linux, Mac OS X (con Kink) e Microsoft Windows indipendenti dalle librerie KDE, che prima erano un prerequisito.

## Funzionalità
Kexi consente di creare database, inserire dati, eseguire interrogazioni al DB (query) e processare i dati. Tutti i componenti del database creato (tabelle, query, moduli ecc.) sono memorizzati all'interno del database stesso, rendendo quindi più semplice la condivisione dei dati.
Kexi può connettersi a differenti DBMS, tra cui ricordiamo MySQL e PostgreSQL ma può lavorare anche senza di essi. È possibile infatti lavorare senza un database server, utilizzando il motore di database builtin (incorporato) SQLite, in modo da memorizzare tutti i dati e i componenti del nostro data base all'interno di un unico file.
Kexi offre la possibilità di creare delle form per fornire un'interfaccia per interagire con il vostro database (inserimento, modifica, eliminazione dati ecc.), creare dei report in base alle nostre esigenze che possono essere visualizzati e/o stampati, creare degli script in Python o Ruby per automatizzare le nostre attività di routine e creare delle macro in maniera similare a quanto accade utilizzando Microsoft Access.
Tecnicamente può essere considerato anche un RAD (Rapid Application Development; una interfaccia grafica per lo sviluppo rapido di applicazioni destinate alla gestione di basi di dati).
L'idea del team di sviluppo del progetto Kexi è quella di fornire un'alternativa libera a sistema proprietari analoghi come ad esempio Microsoft Access, FileMaker e FoxPro.
Una delle caratteristiche più interessanti ed utili offerte da Kexi è rappresentata dalla possibilità di importare file in formato .mdb di MS Access, in questo modo si può accedere ai dati contenuti nelle applicazioni create con MS Access anche in ambiente GNU/Linux senza particolari problemi.